# Zarrin Shahr
Zarrin Shahr este un oraș din Iran.